# Alte Kapelle (Petersberg)

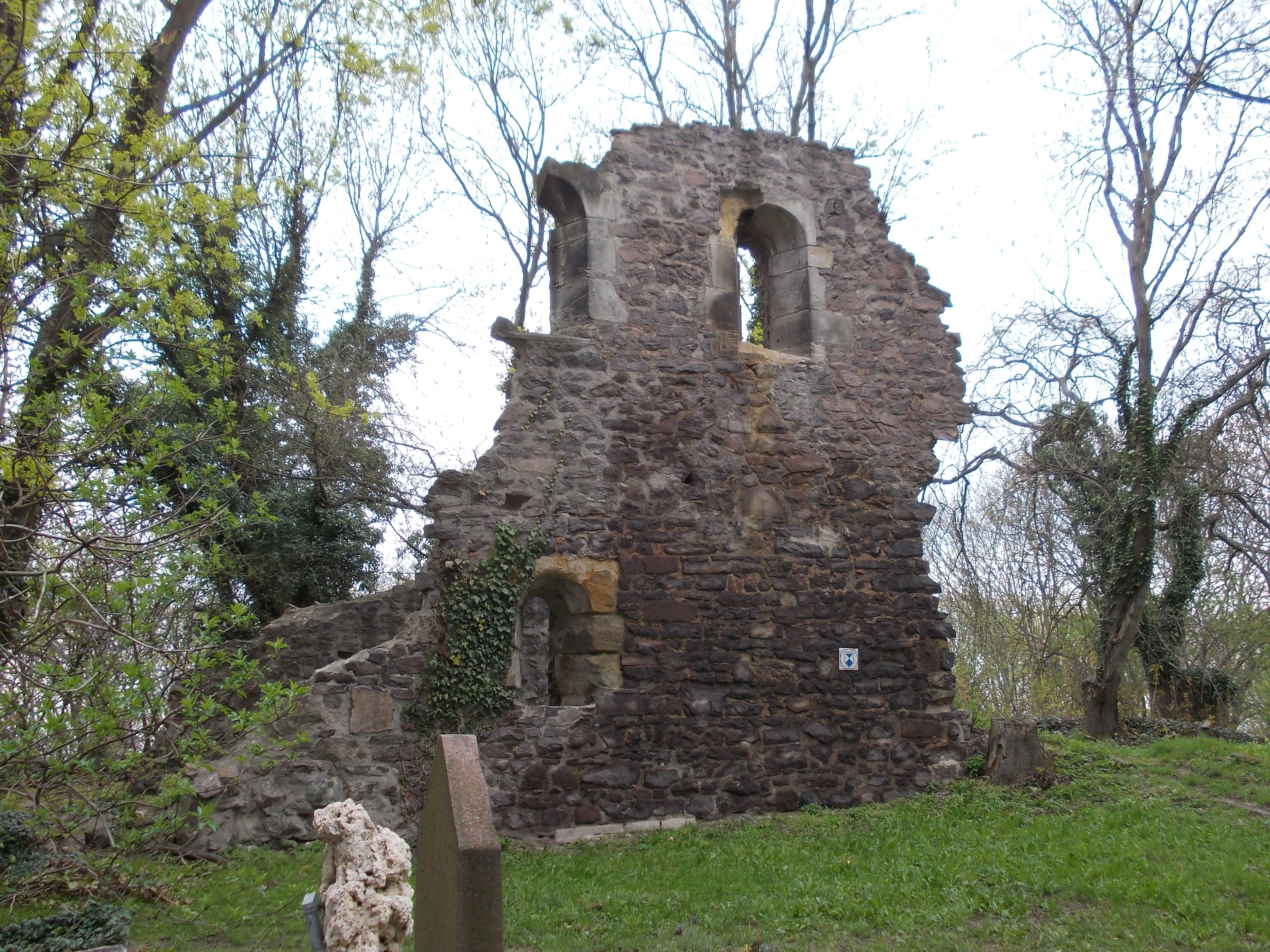
Reste der Alten Kapelle

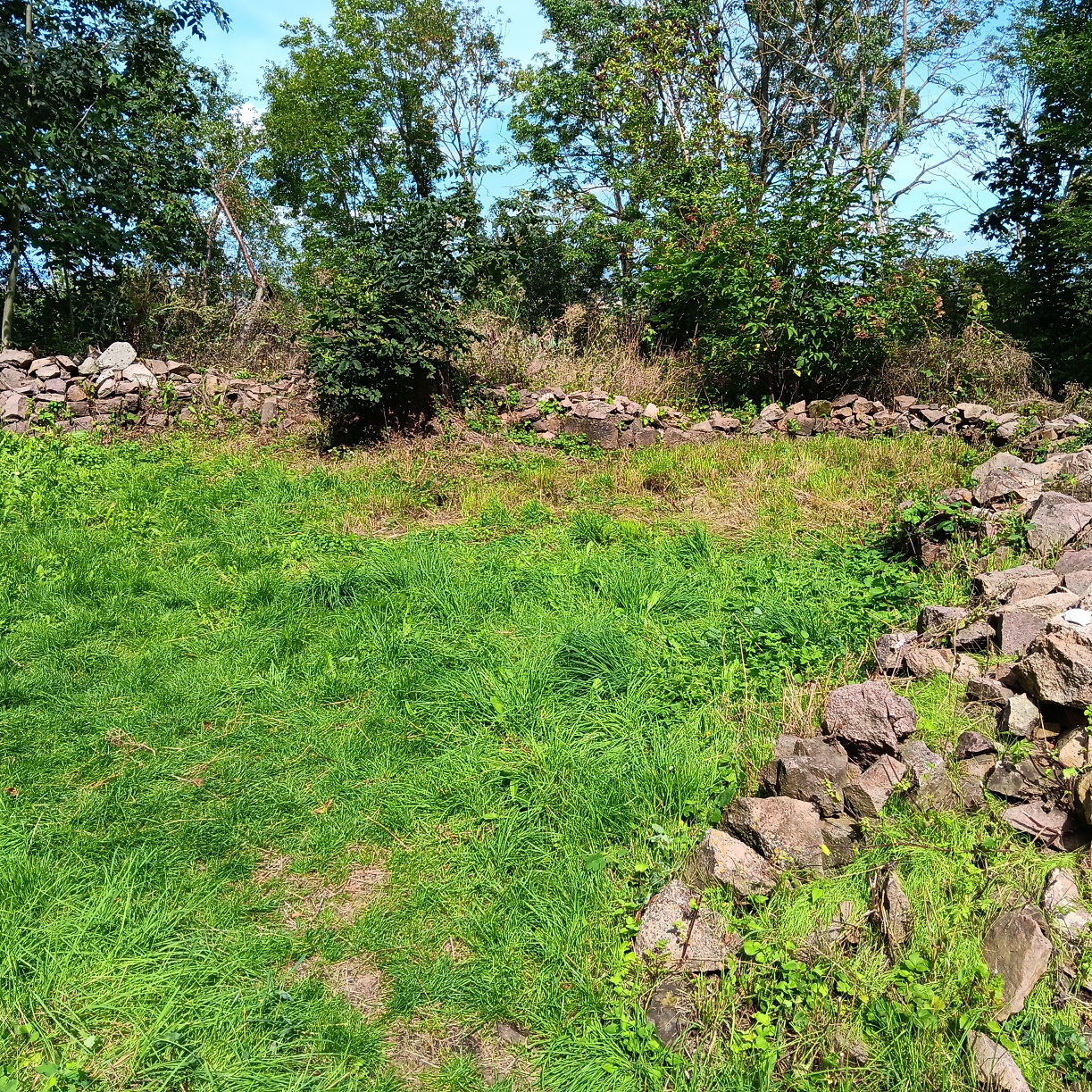
Fundamentreste der Rotunde der Alten Kapelle

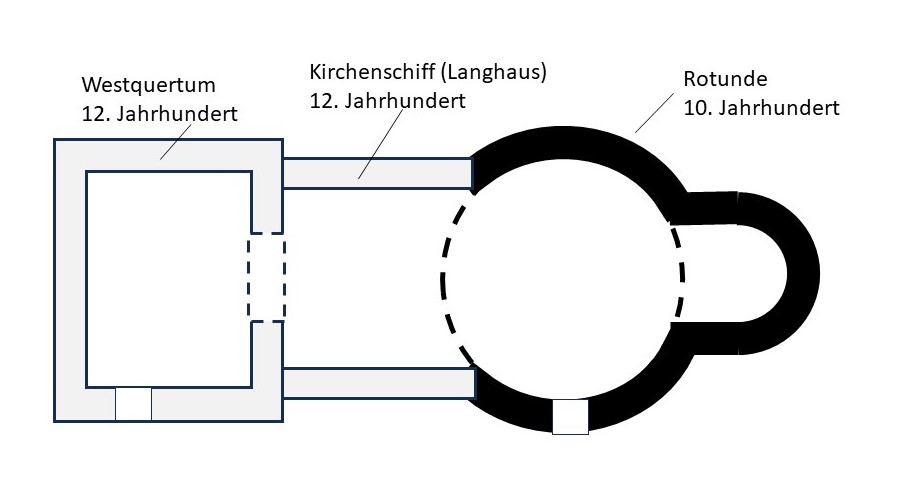
Grundriss der Alten Kapelle

Die Alte Kapelle, auch als capella vetus bekannt, ist eine unter Denkmalschutz stehende Ruine einer Kapelle in der Einheitsgemeinde Petersberg im Saalekreis in Sachsen-Anhalt. Im örtlichen Denkmalverzeichnis ist das Bauwerk unter der Erfassungsnummer 094 553111 und auch unter der Nummer 094 55297 als Baudenkmal verzeichnet.

## Allgemeines und Lage
Die Reste der Kapelle sind unter der Adresse Am Berge 17 im nördlichen Teil von Petersberg zu finden. Sie befinden sich auf dem Gelände des ebenfalls unter Denkmalschutz stehenden Friedhofs Petersberg nördlich der Stiftskirche des Klosters Petersberg auf dem gleichnamigen Petersberg.
Es wird davon ausgegangen, dass es sich bei den Überresten um die Reste des ersten christlichen Sakralbaus auf dem Petersberg handelt. Sie zählen zu den ältesten Gebäuden der Region.
Eine zweite Unterdenkmalschutzstellung erfolgte im Jahr 2017.

## Geschichte
Die Alte Kapelle wurde im Auftrag des Erzbistums Magdeburg auf der höchsten Erhebung des Petersbergs (mons serenus) vermutlich Ende des 10. Jahrhunderts als Rundkapelle errichtet. Der Rundbau (Rotunde) mit einer nach Osten gerichteten halbkreisförmigen Apsis bildet als ältester Gebäudeteil den Ausgangspunkt für die Bebauung auf dem Petersberg. Heute sind nur noch Fundamentreste sichtbar. 
Nach Gründung des Stiftsklosters der Augustiner-Chorherren auf dem Petersberg durch die Wettiner 1124 erhielt die Alte Kapelle Pfarrrechte. Bis zur Fertigstellung der großen Stiftskirche etwa 1150, die südlich errichtet wurde, diente die Alte Kapelle als provisorische Klosterkirche. Zu diesem Zweck musste der Ursprungsbau erweitert werden. Mitte des 12. Jahrhunderts fügte man an die Rotunde ein kleines Kirchenschiff (Langhaus, noch Mauerwerk mit Öffnungen vorhanden) mit einem Querturm in westlicher Richtung an. Auch nach Fertigstellung der Stiftskirche blieb die Alte Kapelle die Pfarrkirche und diente als Taufkapelle. 
Die ersten Schäden an dem Gebäude entstanden schon während des Großbrandes des inzwischen aufgelösten Klosters im Jahr 1565. Die Gebäude verfielen in den folgenden Jahrhunderten, so dass nur geringe Reste erhalten geblieben sind. Der Westturm stürzte 1843 ein. In diesem Zustand als Ruine zeigt sich die Alte Kapelle noch heute.